# النصب الثقافي الألباني

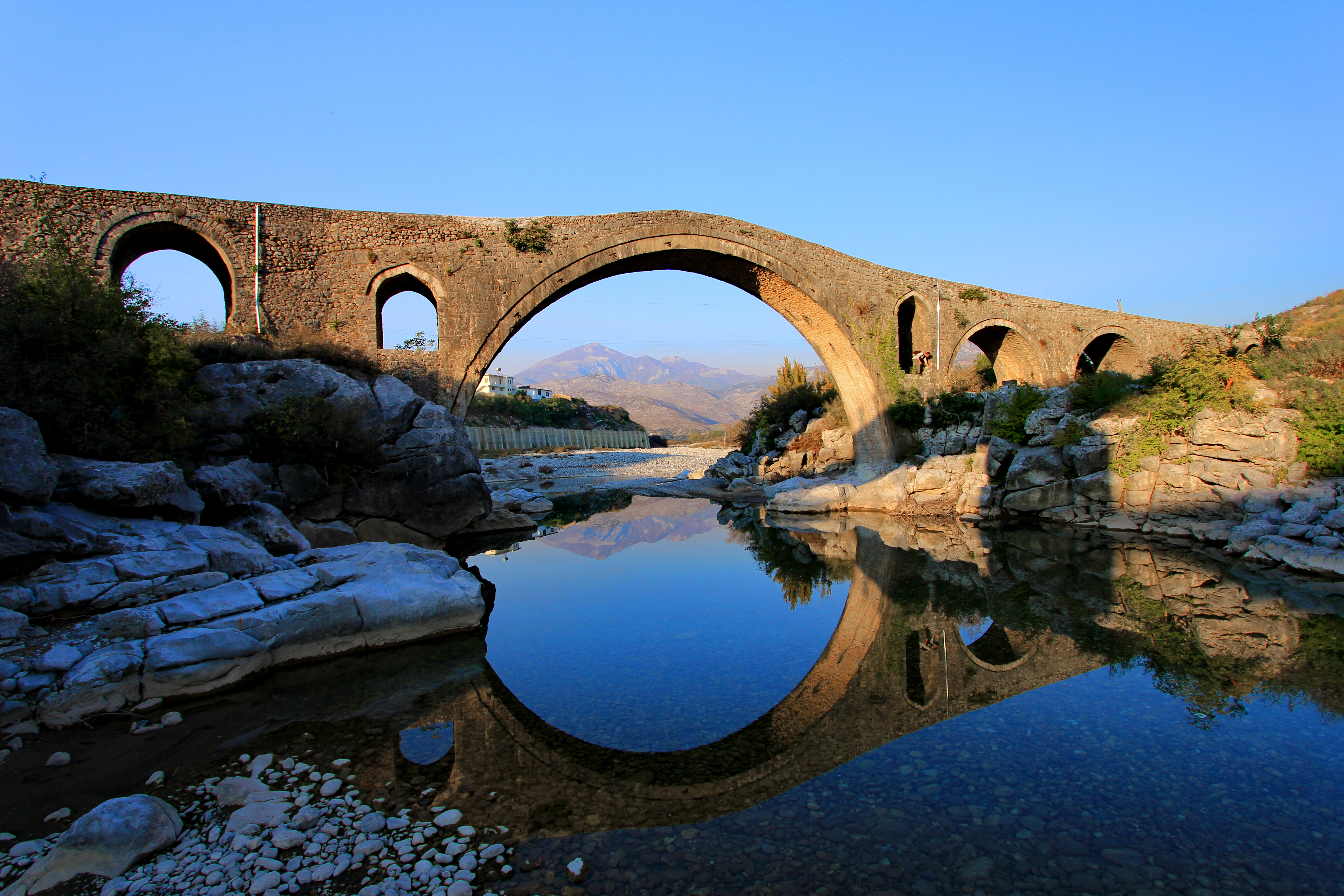
جسر ميسي: انعكاسات تاريخية وجمالية للجسور في ألبانيا

في ألبانيا، النصب الثقافي (بالألبانية: Monumenti i kulturës në Shqipëri، بالإنجليزية: Cultural Monument of Albania): هو بناء أو عمل ذو قيمة ثقافية وتاريخية وفنية، يتم بناؤه في مساحة مرئية، ويتم صنعه تخليداً لذكرى أحداث مهمة أو شخصيات بارزة. وعادة ما تكون الآثار الثقافية تحت حماية الدولة؛ لأنها دليل على تاريخ التطور البشري.